# Holcocera panurgella
Holcocera panurgella é uma espécie de mariposa do gênero Holcocera pertencente à família Coleophoridae.